# 青皮木科
青皮木科共有3属55种，分布在中南美洲和亚洲东南部，中国只有1属4种，分布在除东北外的全国各地。

## 属
- 阿尔霍纳 Arjona
- Quinchamalium
- 青皮木属 Schoepfia

1981年的克朗奎斯特分类法将青皮木属列在铁青树科中，其余两属列在檀香科中，都属于檀香目，1998年根据基因亲缘关系分类的APG 分类法和2003年经过修订的APG II 分类法维持原分类，但2006年5月7日新修订的结果是单独分出一个科，仍然放到檀香目中。